# أيغويلي دي أرجينتيري
أيغويلي دي أرجينتيري (بالإنجليزية: Aiguille d'Argentière)‏ هو أحد جبال سلسلة Graian Alps وجزء من القمة الأم Grandes Jorasses يقع في سافوا العليا (إقليم فرنسي)، فرنسا وكانتون فاليز، سويسرا. يبلغ ارتفاع الجبل حوالي 3901 متر، بينما يبلغ ارتفاع نتوء الجبل 473 متر، وقد سجل أول وصول لقمة الجبل عام 1864.